# Busstation Groningen

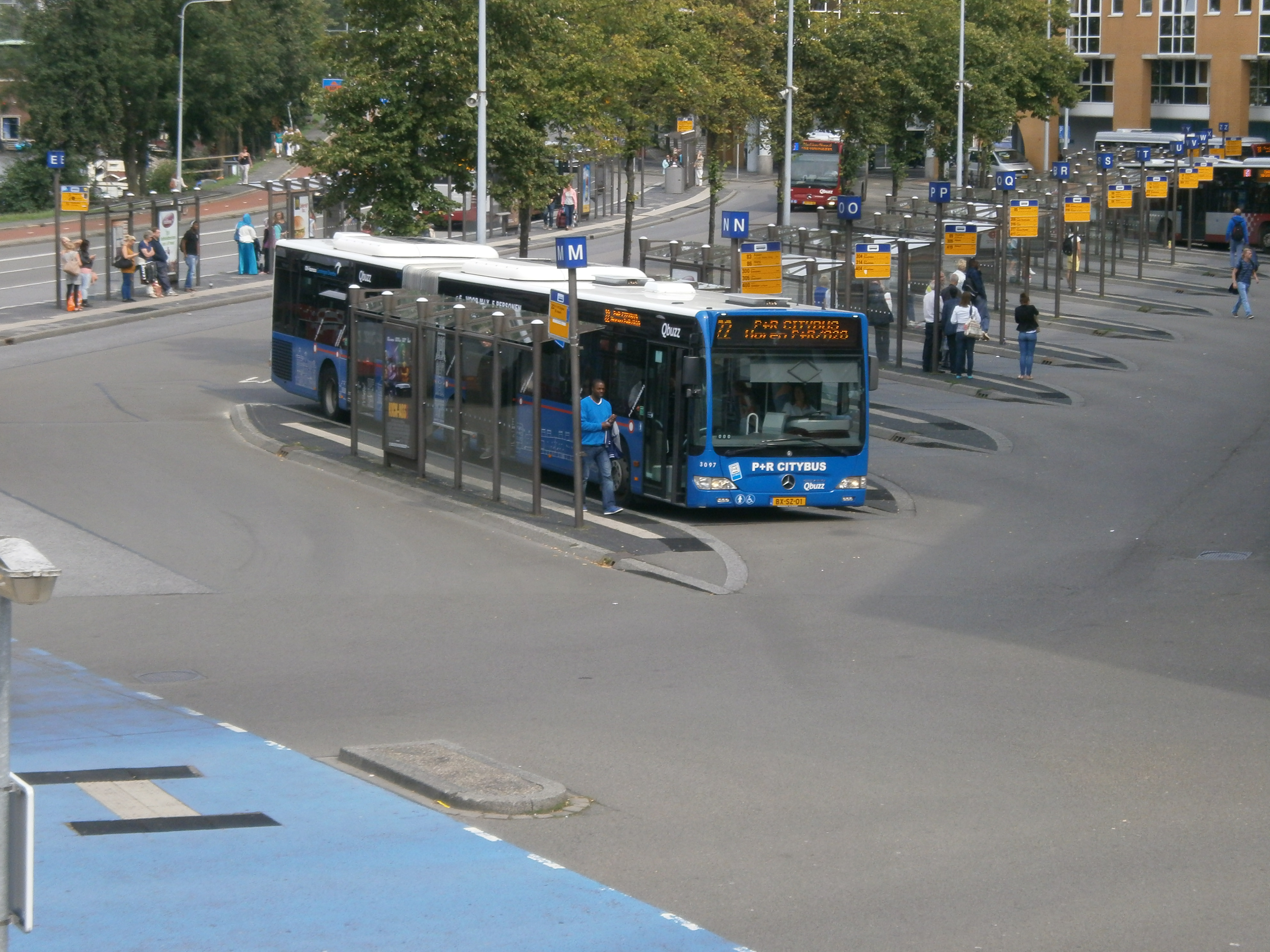
Het busstation in 2014

Het busstation in Groningen ligt direct voor en naast het Hoofdstation. Vanaf deze plek vertrekken vrijwel alle stads- en streekbussen en Qliners. Vrijwel alle lijnen, stads- en streekvervoer, worden verzorgd door Qbuzz.

## Geschiedenis
Het busstation bij het Hoofdstation is de centrale plek voor het streekvervoer in Groningen. In de beginperiode van het busvervoer hadden alle bedrijven hun eigen standplaats, meestal bij een café dat als wachtkamer diende. In 1930 kozen de GADO en de DAM een nieuw vertrekpunt in het hart van de stad op de Grote Markt. Dit tot ongenoegen van de gemeente, die de bussen in beslag liet nemen en proces-verbaal liet opmaken tegen de chauffeurs. Er werd een compromis gevonden door het Gedempte Zuiderdiep aan te wijzen als centraal punt, waar alle busondernemingen hun standplaats en wachtkamer konden inrichten. Om verkeerstechnische redenen (ruimtegebrek op het Zuiderdiep) verhuisde het busstation voor de meeste bedrijven in 1953 naar het Hoofdstation.

### Stadsbussen

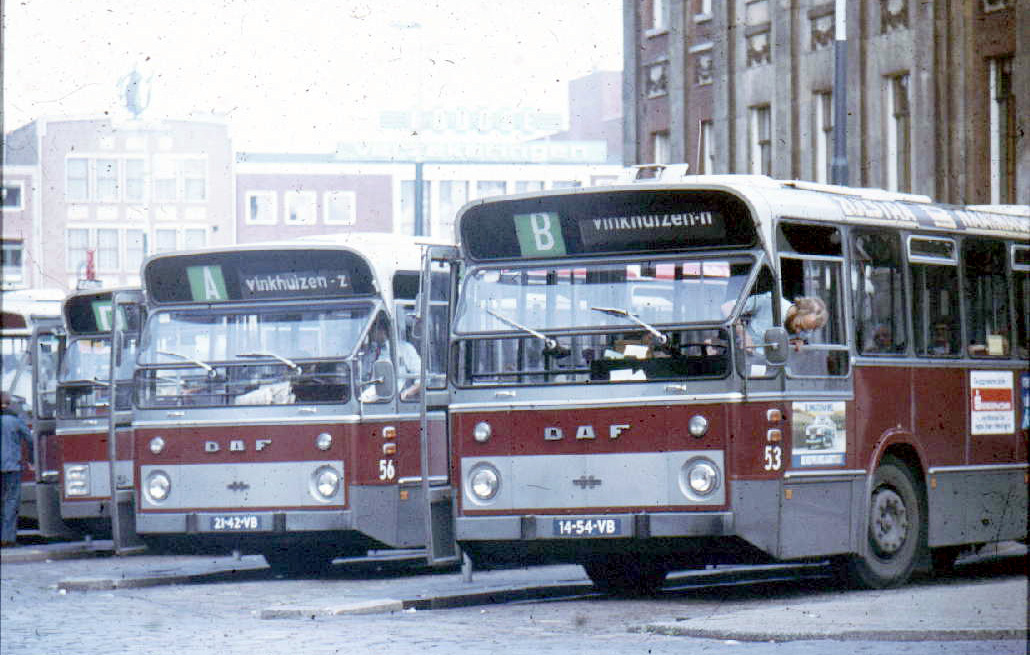
Stadsbussen op de Grote Markt

Toch bleven meerdere vertrekplaatsen bestaan. Voor de stadslijnen, die thans ook bij het Hoofdstation samenkomen, was jarenlang de centrale overstapplaats aan de noordzijde van de Grote Markt. Alleen trolleybuslijn 3 reed ook naar het Hoofdstation. Ook de voorstadslijnen van de GDS naar Haren, Paterswolde en Eelde vertrokken vanaf de Grote Markt, met een halte bij het Hoofdstation. In 1971 werd het busstation naar aanleiding van Plan Lehner verplaatst naar het Hoofdstation.

### De Marne
Voor het streekvervoer waren er nog twee andere vertrekplaatsen. De bussen naar het noordwesten en noordoosten van de provincie vertrokken vanaf de Nieuwe Ebbingestraat en sinds 1953 vanaf een nieuw busstation aan het begin van de Bedumerweg. De voormalige wachtkamer is nog steeds aanwezig. Deze lijnen werden uitgevoerd door de Marnedienst.

### DAM

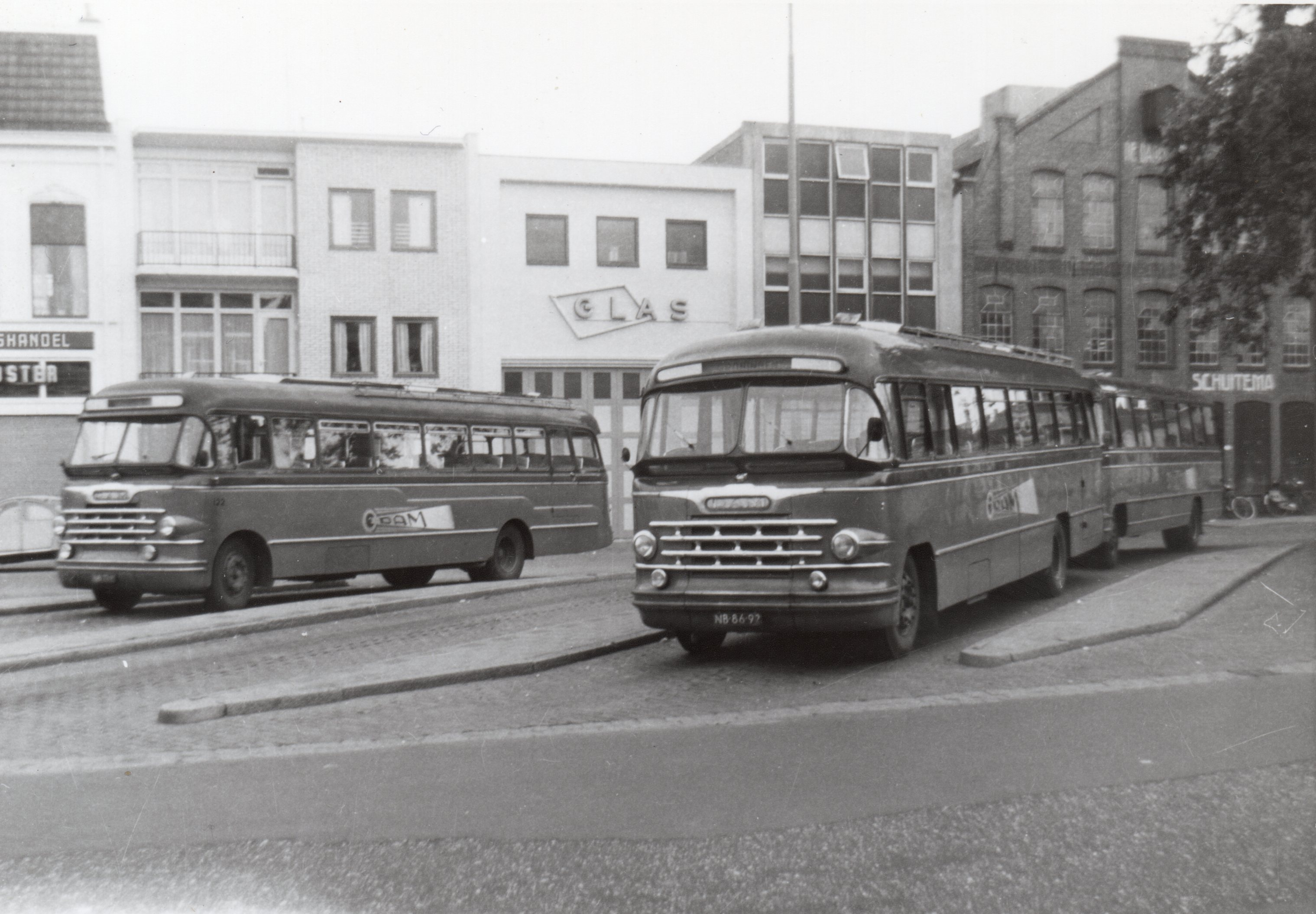
Bussen van de DAM aan het Damsterdiep

Aan het Damsterdiep staat nog steeds de voormalige wachtkamer van de DAM. Hiervandaan vertrokken sinds 1949 de bussen van de DAM richting Appingedam en Delfzijl en die van de Roland naar de Woldstreek.
Het huidige busstation op de Stationsweg tussen het Hoofdstation en de Herebrug bevindt zich op de plaats waar het vertrekpunt was voor de bussen van de GADO, de ESA, de DABO-EDS (later DVM) en de NTM (later FRAM). Er bevonden zich hier 30 insteekhavens die de bus achteruitrijdend moest verlaten. Overigens vertrok een deel van de bussen van Marnedienst, DAM en Roland ook van dit busstation. Eén bus nam dan ook de reizigers mee voor de andere lijnen die van Bedumerweg resp. Damsterdiep vertrokken.